# آيروني سينغلتون
روبرت «آيروناي» سينغلتون (بالإنجليزية: Robert Singleton)‏ (ولد في 30 نوفمبر 1975) ممثل أمريكي. اشتهر بتجسيده شخصية ألتون في فيلم البعد الآخر وشخصية ثيودور «تي دوغ» دوغلاس في سلسلة الموتى السائرون.

## روابط خارجية
- آيروني سينغلتون على موقع IMDb (الإنجليزية)
- آيروني سينغلتون على موقع ألو سيني (الفرنسية)
- آيروني سينغلتون على موقع أول موفي (الإنجليزية)
- آيروني سينغلتون على موقع قاعدة بيانات الفيلم (الإنجليزية)
- آيروني سينغلتون على موقع كينوبويسك (الروسية)
- آيروني سينغلتون على موقع كينوبويسك (الروسية)

- الموقع الرسمي
- آيروني سينغلتون في قاعدة بيانات الأفلام على الإنترنت